# 黑野站
黑野站（日语：／ Kurono eki */?）是位於岐阜縣揖斐郡大野町大字黑野，名古屋鐵道揖斐線的鐵道車站（廢站）。由於此站具有溫馨氣氛，因此被選為第1回中部車站百選之一。
此站在2005年（平成17年）4月1日廢除。遺址在2013年（平成25年）4月12日起開設「黑野站鐵路公園」。

## 歷史
此站原本是一座轉乘車站。來自北方的乘客可於此站繼續前往谷汲方向或揖斐方向。當中北方至此站之間的區間，以及此站至谷汲之間的區間先行在1926年（大正15年）同時開通。前者為美濃電氣軌道的路線，後者為谷汲鐵道的路線。雖然兩間為不同鐵路公司，但是谷汲鐵道是由美濃電氣軌道與當地有影響力的人成立。而谷汲鐵道當初的電力是來自美濃電氣軌道。在開業後不久，美濃電氣軌道與谷汲鐵道之間開始直通運輸。另一方面，在2年後的1928年（昭和3年），美濃電氣軌道繼續把路線延伸至揖斐方向，使此站變為轉乘站。

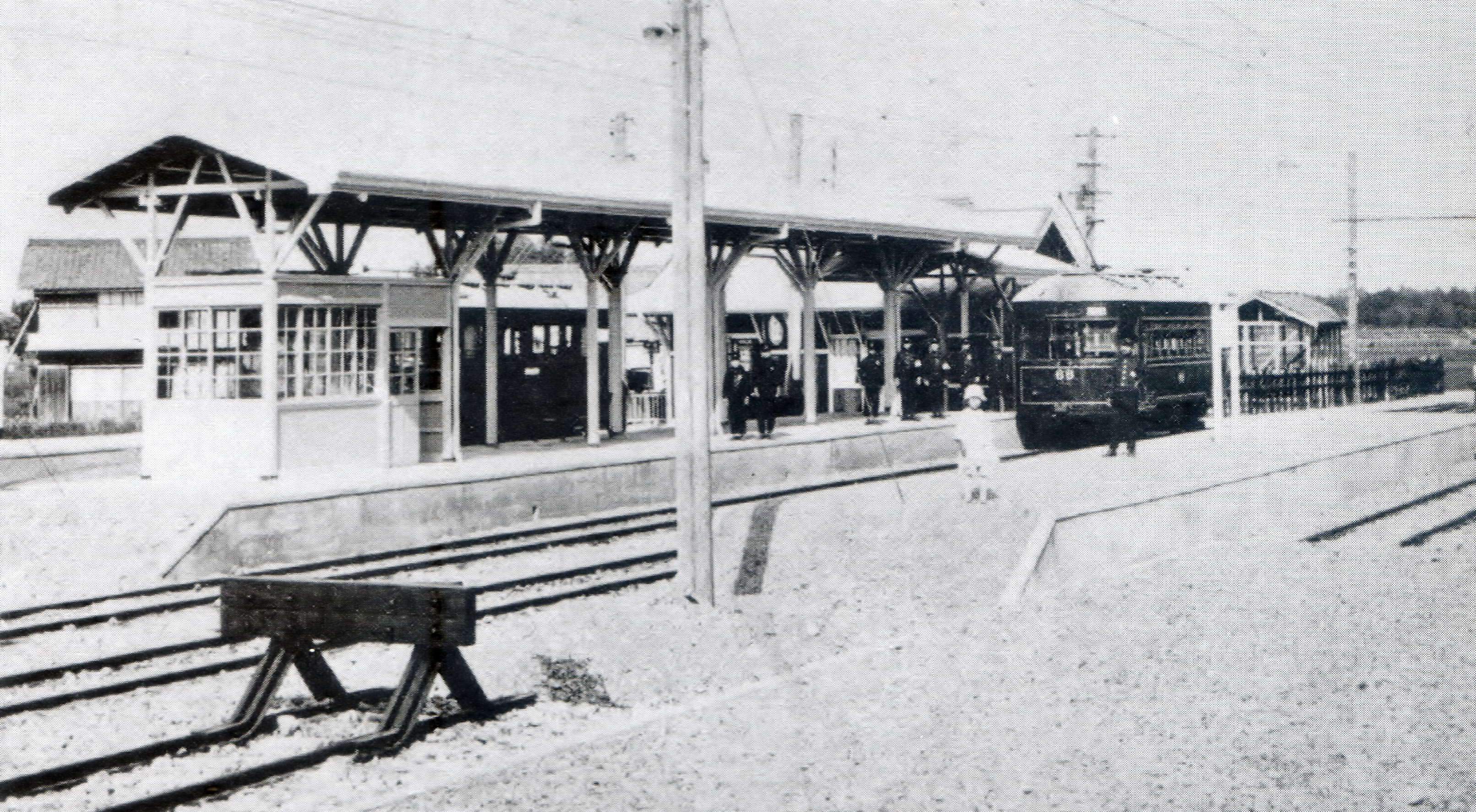
昭和初期的黑野站

另外，谷汲鐵道擁有此站至養老鐵道廣神戶站之間的鐵路建設許可。而谷汲鐵道曾計劃把路線延伸至大垣站，與省線連接。後來由於建設橋樑跨越揖斐川的問題、關東大地震發生後所引起的經濟衰退、以及考慮到美濃電氣軌道而最終沒有實現。
後來，美濃電氣軌道和谷汲鐵道相繼被名古屋鐵道收購合併。成為了名古屋鐵道的揖斐線和谷汲線。在進入21世紀，2001年（平成13年）谷汲線全線和揖斐線揖斐方向被廢除。使此站變為揖斐線的終點站。而剩下區間也於2005年（平成17年）廢除，使此站同時也成為廢站。車站遺址後來建設了觀光景點，在2013年（平成25年）「黑野站鐵路公園」落成啟用。
- 1926年（大正15年）
  - 4月6日 - 美濃電氣軌道北方線北方町站（後來名為美濃北方站）至此站之間開業，谷汲鐵道此站至谷汲站之間開業，此站啟用[5]。
  - 7月29日 - 美濃電氣軌道和谷汲鐵道開始互相直通運輸[3]。
- 1927年（昭和2年）5月31日 - 谷汲鐵道總部遷移至黑野站站房二樓[6]（後來於1936年11月，在公司注冊的總部地址中，變更為名古屋市內[7]）。
- 1928年（昭和3年）12月20日 - 美濃電氣軌道北方線此站至本揖斐站之間開業[3][8]。
- 1930年（昭和5年）8月20日 - 美濃電氣軌道與名古屋鐵道（第一代。同年中改名為名岐鐵道，在1935年起再改名為名古屋鐵道）合併。成為名古屋鐵道的揖斐線[3]。
- 1944年（昭和19年）3月1日 - 谷汲鐵道合併至名古屋鐵道。 成為名古屋鐵道的谷汲線[3]。
- 1999年（平成11年）10月14日 - 被選為中部車站百選[9]。
- 2001年（平成13年）10月1日 - 谷汲線全線和揖斐線此站至本揖斐站之間被廢除[10]。使此站由轉乘站變為終點站。
- 2005年（平成17年）4月1日 - 揖斐線忠節站至此站之間廢除，此站也被廢除[10]。
- 2013年（平成25年）4月12日 - 「黑野站鐵路公園」落成啟用[11]。

## 車站構造
此站是地面車站，設有2面3線的混合式月台。站房與各月台之間設有站內平交道連接。從站房一方起計為3號月台、2號月台和1號月台，當中2、3號月台為島式月台，1號月台為單式月台。在谷汲線廢除前，1號月台是本揖斐方向的月台，3號月台為谷汲或忠節方向（只可乘車）的月台。2號月台是讓來自忠節方向的列車下車專用。在谷汲線廢除後，只使用2號月台該乘客上下車。
站內設有鐵路車廠（黑野檢車區）。在站房與島式月台之間設有車庫。檢車區內同時可讓揖斐線作夜間停泊之用。
關於站房，在檢票口外設有候車室，在檢票口內設有男女共用濕廁。在谷汲鐵道時代，站房2樓為該公司的總部。
| 月台 | 路線   | 上下行 | 方向                                     |
| ---- | ------ | ------ | ---------------------------------------- |
| 1    | 揖斐線 | 下行   | 本揖斐方向                               |
| 2    | 揖斐線 | 上行   | 忠節、岐阜市內線新岐阜站前、岐阜站前方向 |
| 3    | 谷汲線 | 下行   | 谷汲方向                                 |

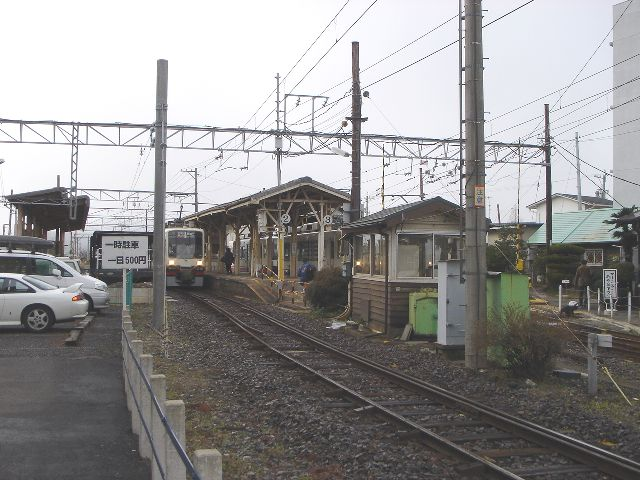
廢除前的黑野站。可看見1號月台靠近忠節一方的路軌已經移除，使不能夠在該月台到發。
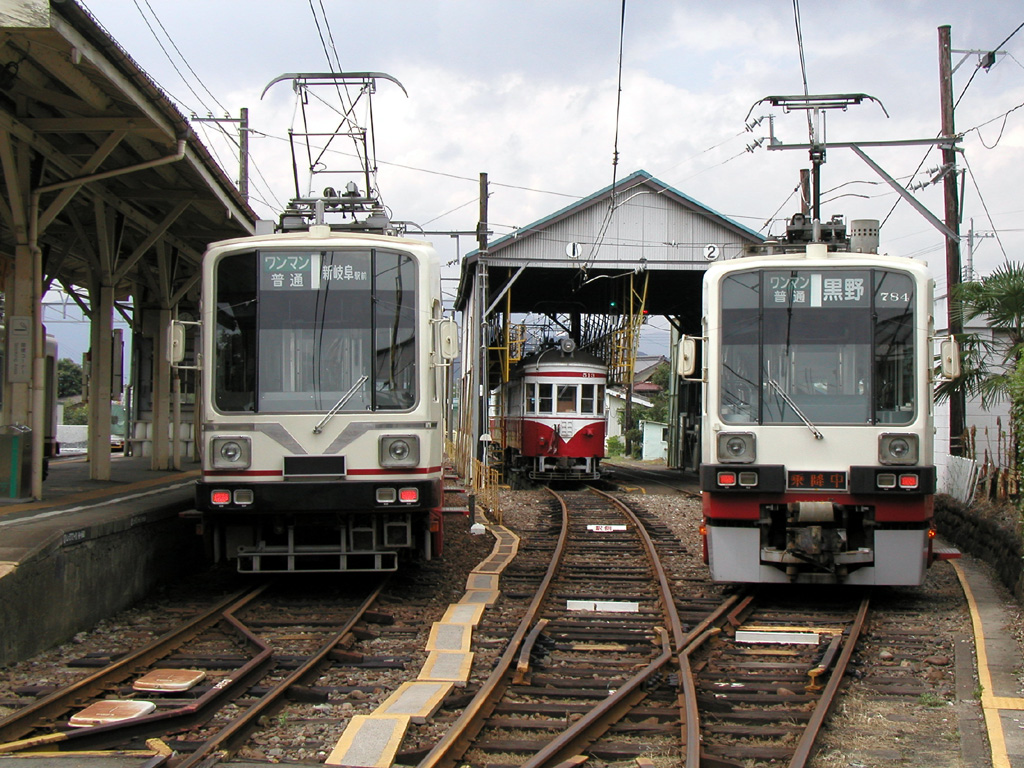
在黑野站的揖斐線車輛（2002年8月）

### 配線圖
|                 | ↑ 谷汲方向          |                                    |
| ← 本揖斐方向    | 黑野站 站內配線略圖 | → 忠節、 新岐阜站前、 岐阜站前方向 |
| 图例 参考文献： |                     |                                    |

## 使用狀況
- 在中提及在1992年度，當時1日平均上下車人次為1,217人，為除岐阜市內線均一車費區間內各站（岐阜市內線、田神線、美濃町線徹明町站至琴塚站之間）外名鐵所有車站（342站）中排名第208，揖斐線、谷汲線之間（24站）排名第3[1]。

## 車站周邊
- 八幡神社
- 大野郵局

## 黑野站鐵路公園
在廢站後，站內仍然保持原狀。在2013年4月12日，於車站遺址建設了「黑野站鐵路公園」。公園內保留了2、3號島式月台，而路軌只保留了2號月台。另外，站房改裝為「黑野站博物館」。內部展出了揖斐線的鐵路用品等展品。遊人也可進入曾經為站務室的2樓部分與售票處。
該處由特定非營利活動法人黑野負責管理。在開幕（2014年度）至2016年夏季前，博物館地面開設了麵包店。在2017年5月結業，隨後變為休憩處。後來在2017年11月15日起開設了喫茶店。另外，本來展出谷汲鐵道鐵路用品的地方在2016年變為Plarail遊樂場。在2樓只展出了開業當初的相片。在2015年8月起，變為設置立體模型的地方，並且只於星期六及假日開放。在2017年度起，需事前申請才能參觀，直至2018年3月30日關閉了二樓展覽空轈。（主要參見2014年當時的相片）
在2015年3月12日至2016年2月27日期間，一架來自美濃站的Mo510形512號借出至此處作展覽。同時，公園內設有介紹Mo512號的展板與相片。

### 圖庫

#### 2014年10月

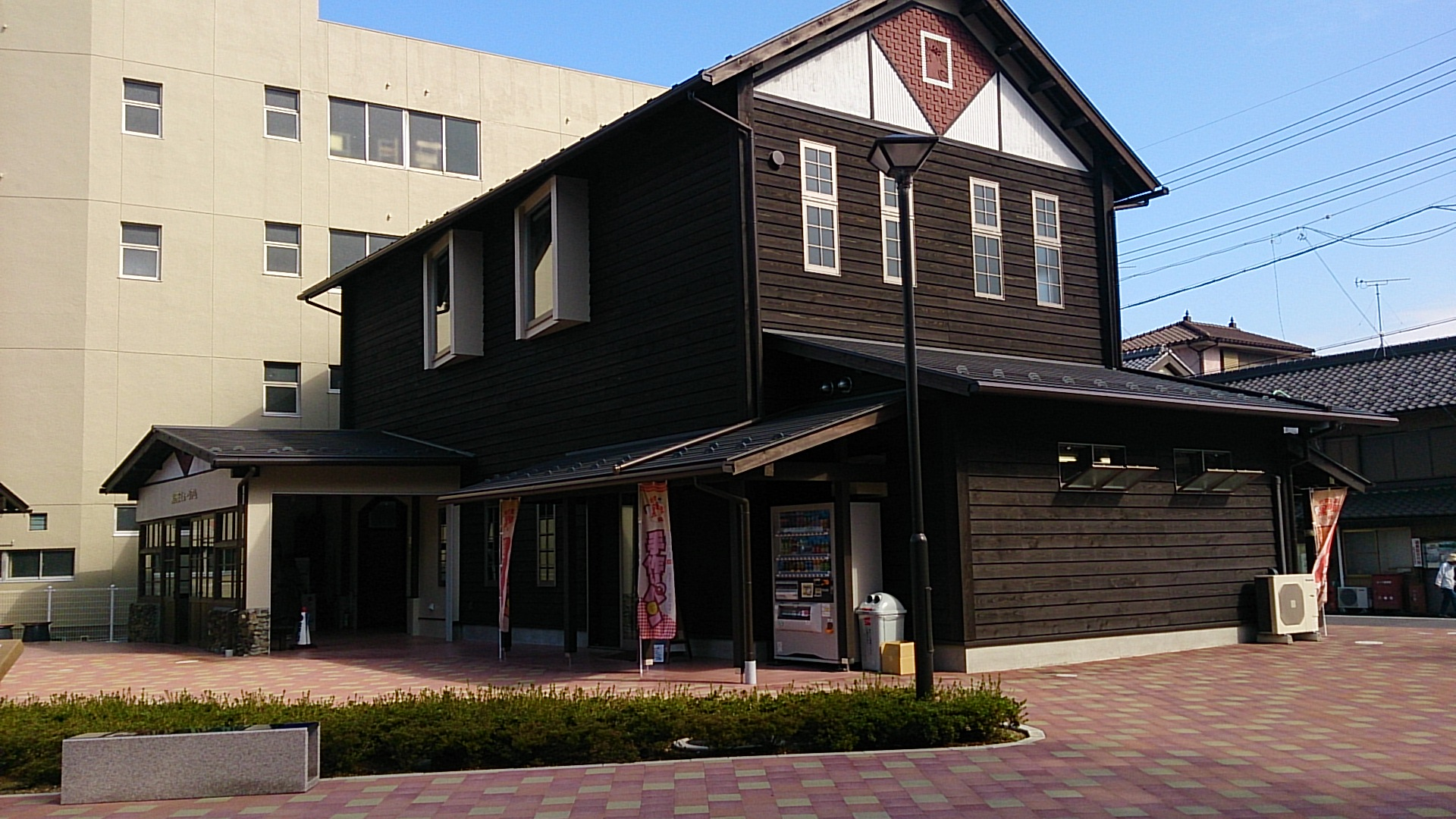
黑野站博物館
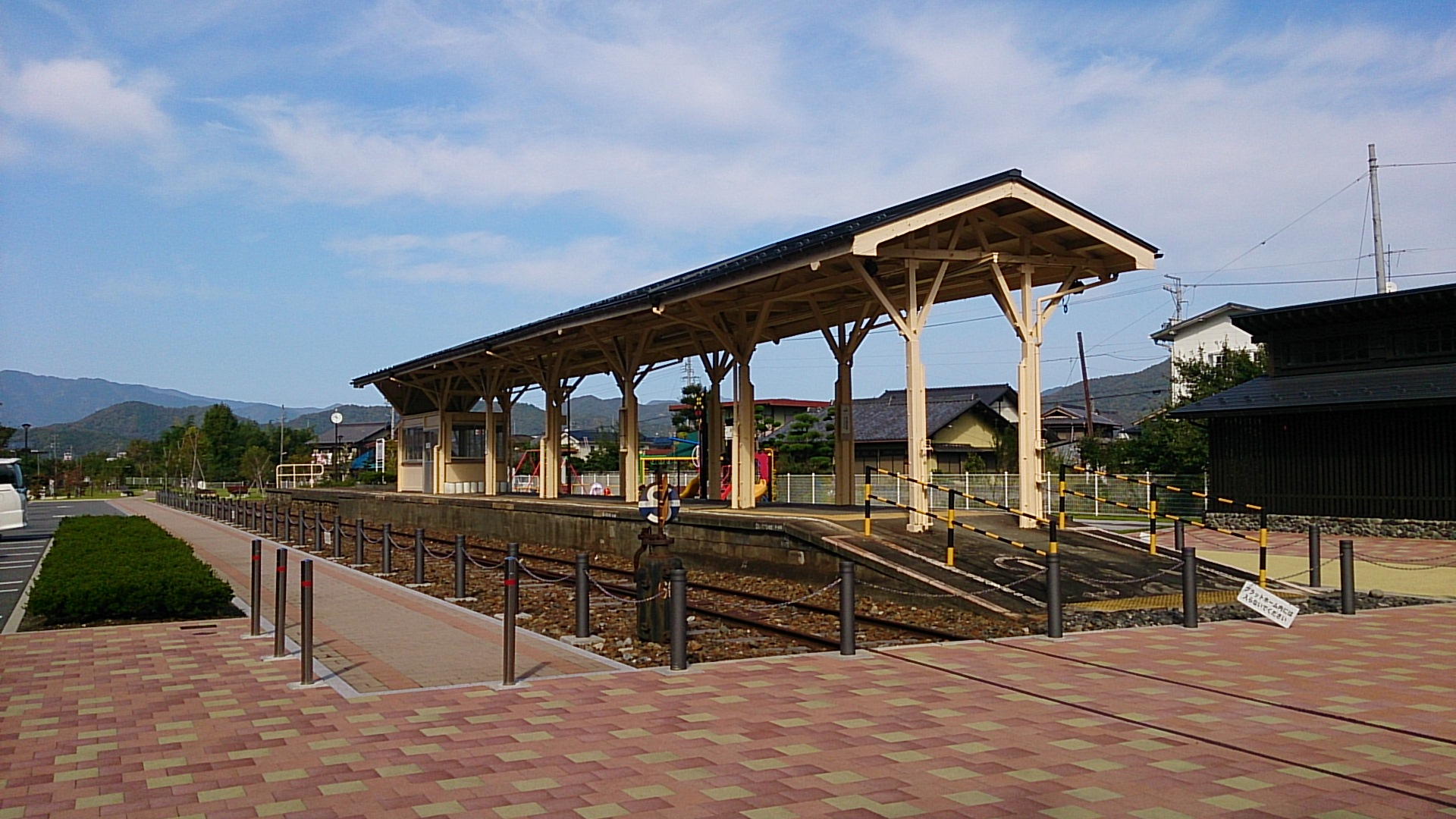
黑野站鐵路公園
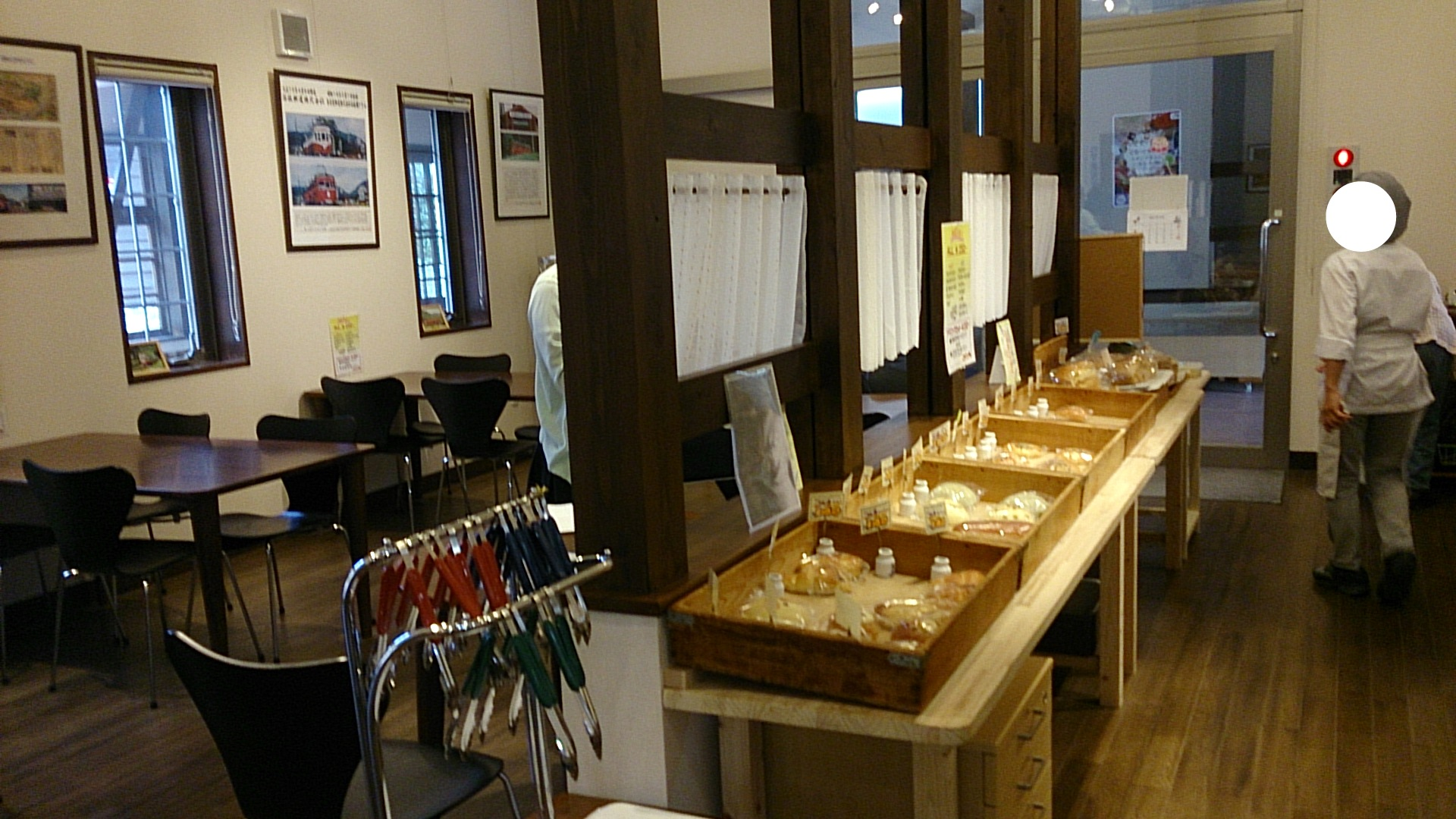
黑野站博物館內休憩處
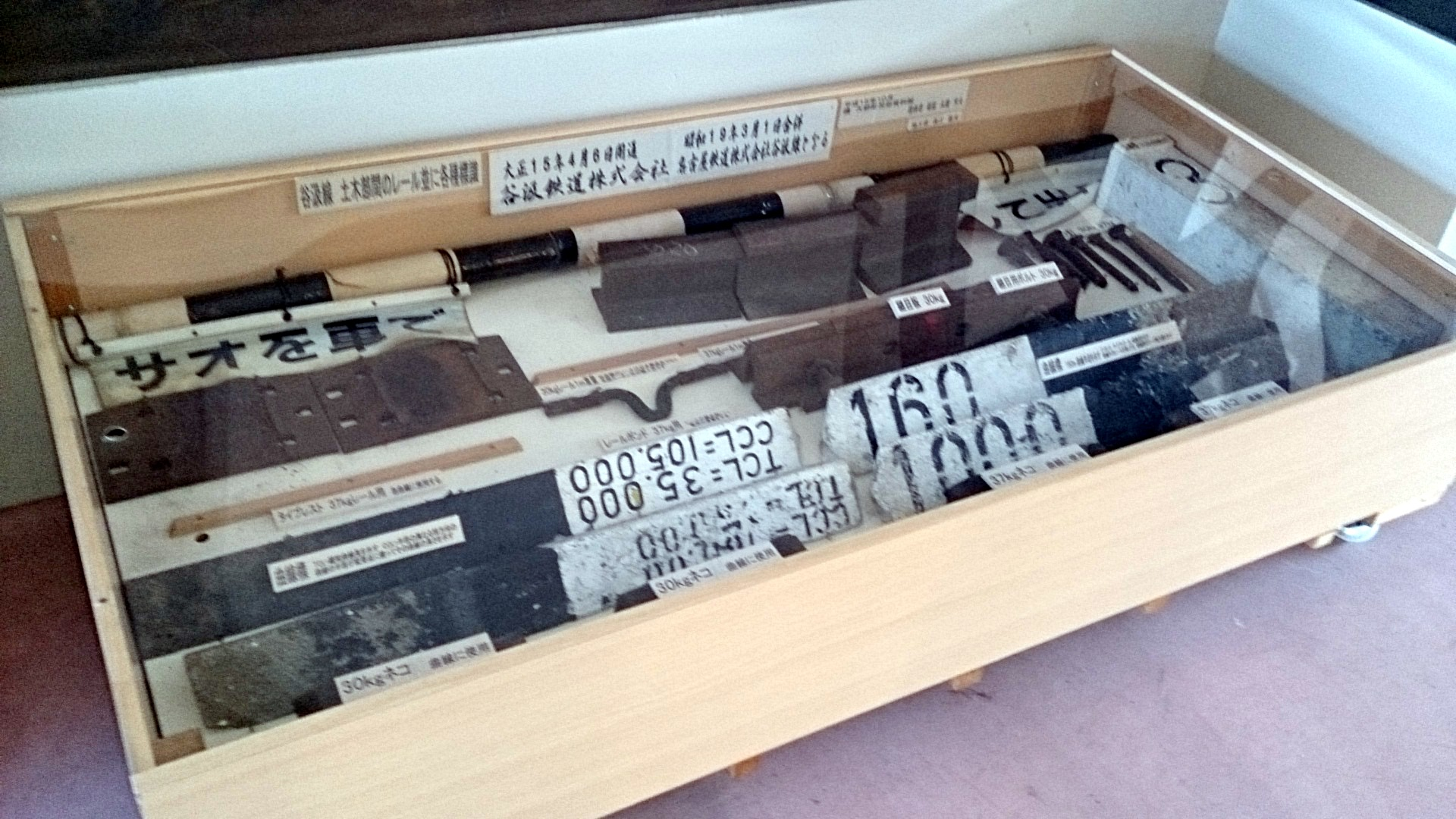
谷汲鐵道鐵路用品
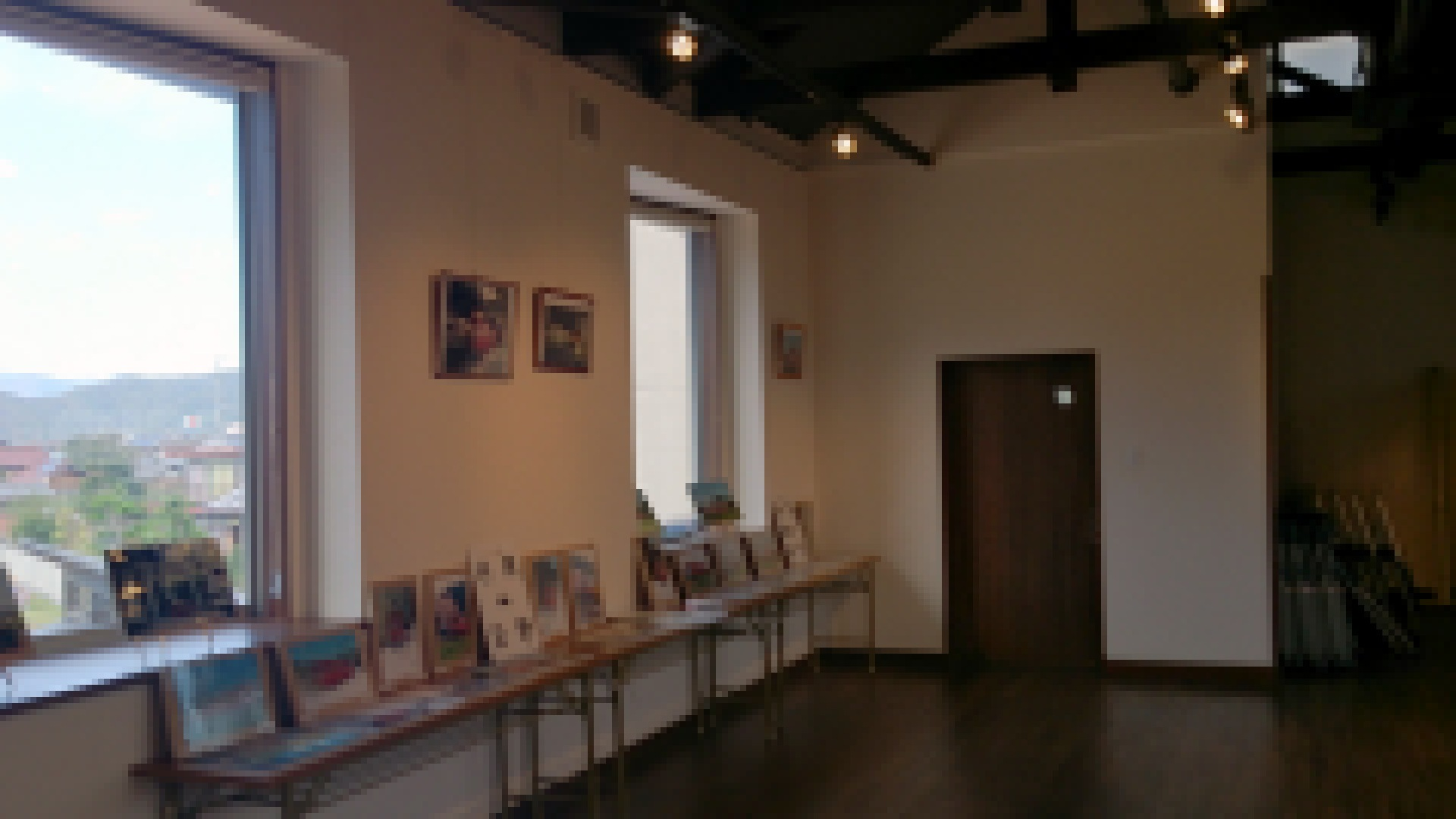
博物館2樓

#### 2017年5月

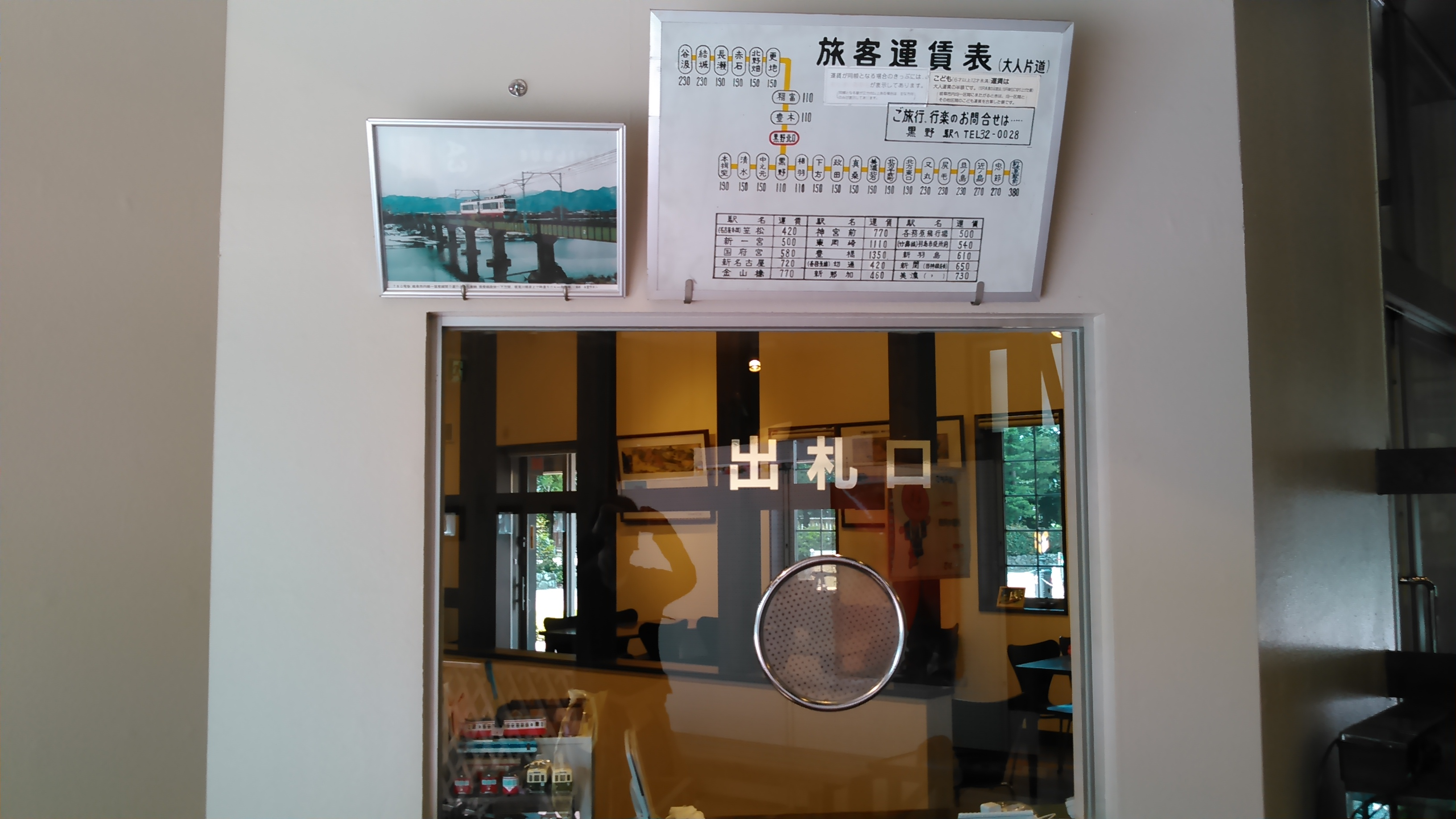
黑野站博物館窗口
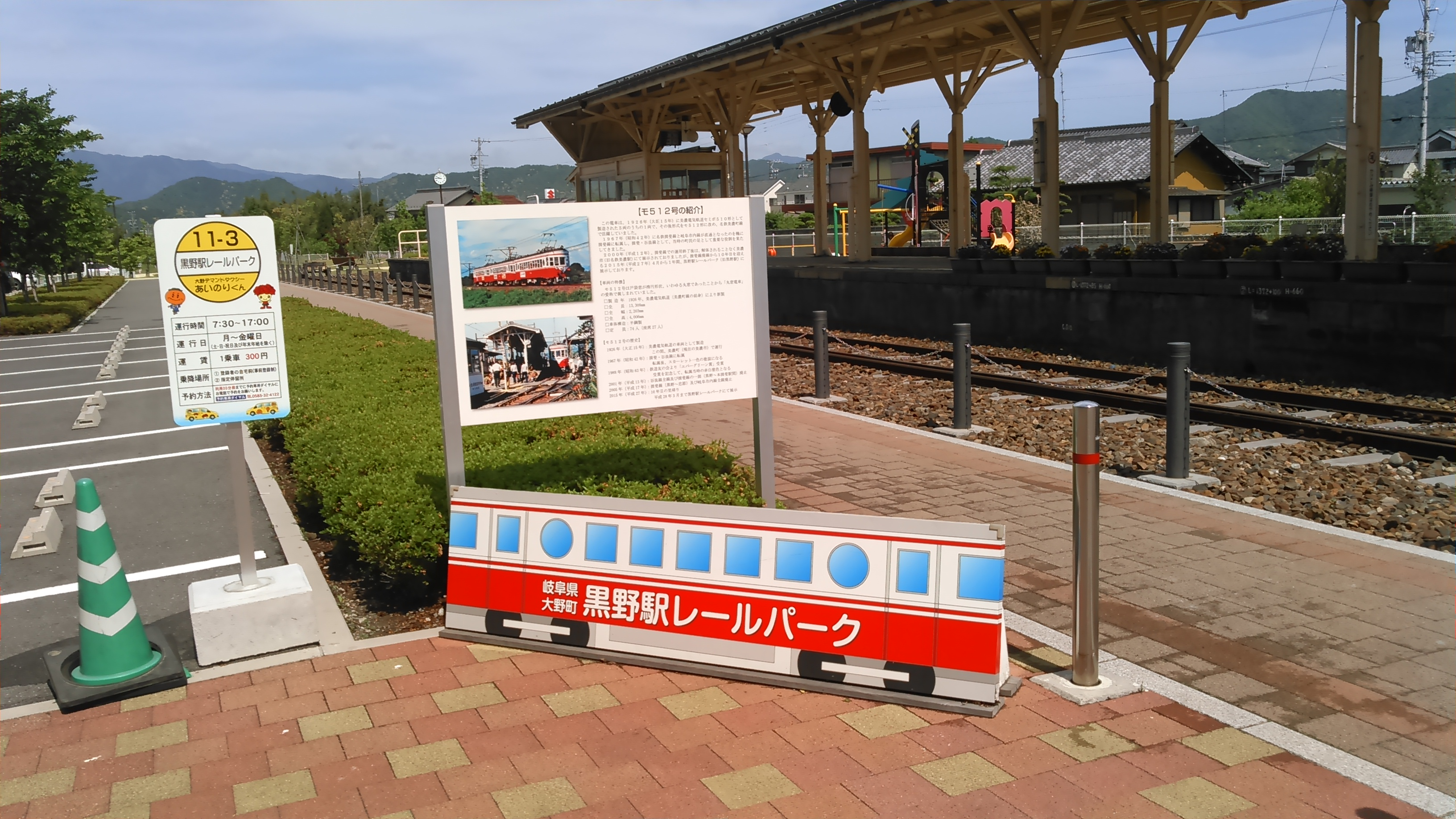
介紹Mo512號

## 替代交通
- 岐阜巴士（日语：岐阜乗合自動車）：黑野八幡町巴士站[21]（在黑野站博物館北邊150米處，黑野八幡町路口附近[22]）
- 大野合乘的士 （页面存档备份，存于）[23][注 1]：黑野站鐵路公園（場地內的停車場）

## 相鄰車站
名古屋鐵道
■揖斐線
■急行
相羽－黑野
■普通
相羽－黑野－中之元
谷汲線
黑野－黑野北口
- 在1969年（昭和44年）前，揖斐線此站至中之元站之間曾設有麻生站，谷汲線此站與黑野北口站之間曾設有黑野西口站。

## 注腳

## 外部連結
- 黑野站鐵路公園 （页面存档备份，存于）（日語）
- 黑野站鐵路公園（黑野站博物館） | 大野町 （页面存档备份，存于）（日語）